# 誓血龍騎士
《誓血龍騎士》是2003年9月11日史克威爾艾尼克斯在PlayStation 2平台發售的一款動作角色扮演遊戲。玩法上融合2類差異性頗大的戰鬥系統為其特色，包含了操縱主角一人的地面作戰和駕馭飛龍的空戰。本作為《誓血龍騎士系列》的首作，續作有《誓血龍騎士2》和《誓血龍騎士3》。

## 故事

### 背景
故事发生在一个中世纪黑暗奇幻世界，这个世界的关键设定是人能够以自身的某种能力为代价，与野兽订下契约来获得强大力量。这个世界有最终封印守护着世界平衡。守护封印的联合军和想要破坏封印的帝国军之间展开了激烈的战斗。帝国军在短时间内获得了惊人的实力，凭借能使人类狂暴的传染病“红眼”以及大型武器带来的强大军事力量，彻底压倒了联合军。

### 情节
故事开场，联合军的女神之城遭到帝国军的袭击。“女神”芙莉亚叶的哥哥凯姆为了守护芙莉亚叶而身陷战斗。战斗中他身负致命伤。然而，他遇到了一条被捕获、奄奄一息的红龙，并与它缔结契约，成为它的“契约者”，最终得以幸存。
凯姆击退了帝国军，救出了芙莉亚叶。他听从了挚友尤巴鲁特的建议，试图前往其他地区寻求庇护。然而希望落空。这时，他听到了神官长威尔德雷的“声音” ，决定将芙莉亚叶托付给尤巴鲁特和威尔德雷。
凯姆得知帝国军的目标是解开各地的封印。为了拯救最后的封印芙莉亚叶，凯姆与红龙一同辗转各地，在各地战斗。在此过程中，他一边战斗，一边招募盟友，如挚爱兄弟被帝国杀害的盲人雷纳德、被帝国囚禁的雅俐奥修，以及试图拯救妹妹玛娜（玛娜已成为天使教会的司教）的少年瑟雷。然而，他们的抵抗徒劳无功，各地的封印都被摧毁。
另一方面，被玛娜俘虏的尤巴鲁特，遭受酷刑和洗脑，因对芙莉亚叶的感情和自卑感而染上了“红眼病”。想要独占心爱的芙莉亚叶，尤巴鲁特与黑龙签订了契约，落入帝国的掌控，并在凯姆面前绑架了芙莉亚叶。
最终，帝国军与联合军的战斗中，凯姆凭借英勇的作战，使盟军占据了上风。然而，就在他们即将取得全面胜利之际，帝国军的空中要塞突然出现，联合军遭重创。为解救芙莉亚叶，凯姆驾驶红龙一起冲入了空中要塞。

### 结局
游戏共有五个结局，满足不同的条件即可开启。

## 人物介紹
凱姆（聲：池畑慎之介）
原本為小國的王子，在十八歲生日那天目睹雙親被帝國軍的黑龍所殺害，發誓復仇投入聯合軍反抗帝國。
序章時戰鬥中與瀕死的紅龍「安吉爾」以自己的「聲音」作為代價契約，得以延續生命與取得力量，並在舌頭上烙下契約之印。
安吉爾（聲：ピーター）
紅龍。序章時被帝國軍釘在女神之城瀕臨死亡，被凱姆強烈的生存意志所打動，決定與凱姆訂下契約，延續生命與奉獻力量給凱姆。
於E結局中的「新宿事件」，與凱姆一同穿越了一千年後的時空，來到現代世界，因被現代兵器擊中再加上為了拯救世界而耗盡了自身的魔力所致，與凱姆一同殞落，也是開啟《尼爾》系列劇情的關鍵。
芙莉亞葉（聲：初音映莉子）
凱姆的妹妹。支撐世界的封印之一的「女神」。
喜歡自己的哥哥，但是感情總是壓抑在心中。作為「女神」無法自由行動，且承受著巨大的壓力與痛苦。
尤巴鲁特（聲：唐澤壽明）
凱姆與芙莉亞葉的好友，也是芙莉亞葉的未婚夫。擅長唱歌與彈豎琴。
雖然有著讓芙莉亞葉欣賞的歌聲，但是在武藝上比凱姆差，對凱姆有強烈的劣等感。為了追求能夠守護芙莉亞葉的力量，以自己的「歌聲」作為代價與黑龍訂下契約，並在脖子上烙下契約之印。
黑龍
與尤巴鲁特契約的黑龍，在凱姆十八歲生日時殺死凱姆的父母。力量能夠與紅龍匹敵。
雷納德（聲：山寺宏一）
住在封印之森的男子，有戀童的癖好。
家鄉與自己的弟弟被帝國軍所毀滅而絕望，在自殺未遂之際，與妖精以自己的「視力」作為代價訂下契約，於自己的瞳孔烙下印記。
妖精（聲：宮村優子）
雷納德所契約的對象，喜歡嘲笑、取笑他人（特別是針對雷納德）。
雅俐奧修（聲：林原惠）
被帝國軍囚禁的精靈女性。
某日目睹丈夫與自己的小孩被殺害而精神崩潰，對於小孩有著強烈的執著。以「將孩子守護在自己體內」為理由，到處殺害小孩並啃食小孩的身體。
以自己的「子宮」作為代價，與元素精靈的溫蒂妮與沙羅曼達契約，並於腹部烙下契約之印。經過契約而失去生育能力，使得雅俐奧修的精神崩壞變得更瘋狂。
溫蒂妮、沙羅曼達
雅俐奧修所契約的水精靈與火精靈。
瑟雷（聲：村上想太）
被母親所寵愛於一身的少年，住在祭祀岩巨人的村落。
對於瑪娜被母親所虐待感到自責，常常懲罰自己減輕自己的罪惡感。
以自己的「時間」作為代價與岩巨人訂下契約，自身因為失去「時間」緣故，自己的肉體上永遠無法成長，契約烙印於頭部以下的身體。
岩巨人
由岩石注入生命之力的巨人，沒有任何思考能力與感情，只聽從主人的指揮。
威爾德雷（聲：家弓家正）
侍奉女神的神官長，負責維持封印的關鍵人，相當溫吞，容易受到刺激。
以自己的「毛髮」作為代價，與石化的老龍訂下契約，在頭部至手背上烙下契約之印。
瑪娜（聲：鄉里大輔、山下夏生）
帝國「天使教會」的司教，瑟雷的雙胞胎妹妹。
被母親所厭惡常被施以虐待，但是卻不怨恨母親，反而產生強烈的病態心理。

## 評價
| 汇总媒体   | 得分   |
| ---------- | ------ |
| Metacritic | 63/100 |

| 媒体            | 得分   |
| --------------- | ------ |
| 电脑与电子游戏  | 8/10   |
| Edge            | 8/10   |
| Game Informer   | 7.5/10 |
| GameSpot        | 7/10   |
| IGN             | 7.9/10 |
| PlayStation杂志 | 6/10   |
| VideoGamer.com  | 6/10   |
| Fami通          | 29/40  |

《龙背上的骑兵》在日本发行的第一周就售出了12.2万份，位列销售榜榜首。截至2003 年底共售出24.1万份。Fami通称其为 2003 年畅销游戏榜第50名。

## 外部連結
- ドラッグオンドラグーン公式サイト （页面存档备份，存于）